# Сант-Омеро
Сант'Омеро (итал. Sant'Omero) — город в Италии, расположен в регионе Абруццо, подчинён административному центру Терамо.
Население составляет 5314 человек, плотность населения составляет 161,03 чел./км². Занимает площадь 33 км². Почтовый индекс — 64027. Телефонный код — 00861.
Покровителем коммуны почитается святой Омеро, празднование 3 июня.